# 14 Brygada Pancerna (Bundeswehra)
14 Brygada Pancerna (niem. Panzerbrigade 14) – pancerny związek taktyczny Bundeswehry.
W okresie zimnej wojny Brygada wchodziła w skład 5 Dywizji Pancernej i przewidziana była do działań w pasie Centralnej Grupy Armii.

## Struktura organizacyjna
| Organizacja PzBrig 14 w 1989 | Organizacja PzBrig 14 w 1989        | Organizacja PzBrig 14 w 1989 |
| Godło                        | Pododdział                          | Miejsce stacjonowania        |
| ---------------------------- | ----------------------------------- | ---------------------------- |
|                              | dowództwo brygady                   | Neustadt (Hessen)            |
|                              | 141 batalion pancerny               | Stadtallendorf               |
|                              | 142 batalion grenadierów pancernych | Neustadt (Hessen)            |
|                              | 143 batalion pancerny               | Stadtallendorf               |
|                              | 144 batalion pancerny               | Stadtallendorf               |
|                              | 145 batalion artylerii              | Stadtallendorf               |